# Конгоньиньяс
Конгоньиньяс (порт. Congonhinhas)  —  муниципалитет в Бразилии, входит в штат Парана. Составная часть мезорегиона Север Пиунейру-Паранаэнси. Входит в экономико-статистический  микрорегион Корнелиу-Прокопиу. Население составляет 7909 человек на 2006 год. Занимает площадь 535,959 км². Плотность населения — 14,8 чел./км².

## История
Город основан 20 марта 1945 года.

## Статистика
- Валовой внутренний продукт на 2003 год составляет 51 583 225,00 реалов (данные: Бразильский институт географии и статистики).
- Валовой внутренний продукт на душу населения на 2004 год составляет 8722 реалов (данные: Бразильский институт географии и статистики).
- Индекс развития человеческого потенциала на 2000 год составляет 0,692 (данные: Программа развития ООН).

## География
Климат местности: субтропический. В соответствии с классификацией Кёппена, климат относится к категории Cfb.